# Kang Pan-sok
Kang Pan-sŏk (em coreano: 강반석; hanja: 康盤石; Mangyongdae, 21 de abril de 1892 — Jilin, 31 de maio de 1932) foi mãe do líder norte-coreano Kim Il-sung, avó paterna do falecido líder da Coreia do Norte Kim Jong-il e bisavó do atual líder Kim Jong -un. Ela foi ativista da independência coreana e política separatista comunista durante o período colonialista japonês. O dia 21 de abril é um dia memorável para ela na Coreia do Norte, há uma cerimônia em Chilgol, no que antes era Chilgol-ri, uma cidade na província de Pyongang que hoje parte de Pyongyang. Na cerimônia, norte-coreanos homenagieam Pan-sok com coroas de flores no chamado "Local Revolucionário de Chilgol".

## Mãe da Coreia
Na Coreia do Norte, Kang Pan-sŏk é chamada de "Mãe da Coreia" ou "Grande Mãe da Coreia". Ambos os títulos também são compartilhados com a esposa de Kim Il-sung e mãe de Kim Jong-il, Kim Jong-suk. No entanto, foi Kang Pan-sŏk quem foi a primeira membra da família de Kim Il-sung a ter um culto de personalidade próprio para complementar o de seu filho, a partir do final dos anos 1960 em diante. Em 1967, o jornal norte-coreano Rodong Sinmun a elogiou como a "mãe de todos". No mesmo ano, a Liga das Mulheres Democráticas iniciou uma campanha chamada "Aprendendo com a Madame Kang Pan-sŏk". Há uma música intitulada "Mãe da Coreia" em sua homenagem, bem como uma biografia hagiográfica, também chamada de Mãe da Coreia (1968).

## Religião
A Igreja Protestante de Chilgol, em Pyongyang, é dedicada à memória de Kang Pan-sok, que era presbiteriana. Seu nome significa "pedra ou rocha", foi nomeado em referência a Pedro, o Apóstolo.